# Gran Premio de Indianápolis de Motociclismo
El Gran Premio de Indianápolis de Motociclismo fue una carrera de motociclismo de velocidad que tuvo lugar entre los años 2008 y 2015 en la ciudad de Indianápolis, estado de Indiana, Estados Unidos, como fecha puntuable del Campeonato Mundial de Motociclismo.
Se disputó en el Indianapolis Motor Speedway, utilizando un recorrido similar al que la Fórmula 1 usó en el Gran Premio de Estados Unidos a principios de la década de los 2000, pero este caso con sentido de giro antihorario, una ese que evita la curva 1 del óvalo y una sección interna modificada.
El Gran Premio de Indianápolis servía como complemento del Gran Premio de Estados Unidos de Motociclismo, que se realizó en Laguna Seca desde 2008 hasta 2013, y el Gran Premio de las Américas, que se corre en el Circuito de las Américas desde 2013. A diferencia de Laguna Seca, en Indianápolis competían las tres clases de motocicletas del Mundial.

## Ganadores
| # Victorias | Piloto        | Victorias | Victorias        |
| # Victorias | Piloto        | Categoría | Años Ganador     |
| ----------- | ------------- | --------- | ---------------- |
| 5           | Marc Márquez  | MotoGP    | 2013, 2014, 2015 |
| 5           | Marc Márquez  | Moto2     | 2011, 2012       |
| 3           | Nicolás Terol | 125 cc    | 2008, 2010, 2011 |
| 2           | Dani Pedrosa  | MotoGP    | 2010, 2012       |
| 2           | Álex Rins     | Moto2     | 2015             |
| 2           | Álex Rins     | Moto3     | 2013             |

| # Victorias | Costructor | Victorias | Victorias                          |
| # Victorias | Costructor | Categoría | Años Ganador                       |
| ----------- | ---------- | --------- | ---------------------------------- |
| 8           | Honda      | MotoGP    | 2010, 2011, 2012, 2013, 2014, 2015 |
| 8           | Honda      | Moto3     | 2014, 2015                         |
| 4           | Kalex      | Moto2     | 2013, 2014, 2015                   |
| 4           | Kalex      | Moto3     | 2012                               |
| 3           | Aprilia    | 125 cc    | 2008, 2010, 2011                   |
| 2           | Yamaha     | MotoGP    | 2008, 2009                         |
| 2           | Suter      | Moto2     | 2011, 2012                         |

### Por año
| Año  | Circuito     | Moto3         | Moto3      | Moto2                   | Moto2                   | MotoGP          | MotoGP     |
| Año  | Circuito     | Piloto        | Costructor | Piloto                  | Costructor              | Piloto          | Costructor |
| ---- | ------------ | ------------- | ---------- | ----------------------- | ----------------------- | --------------- | ---------- |
| 2015 | Indianapolis | Livio Loi     | Honda      | Álex Rins               | Kalex                   | Marc Márquez    | Honda      |
| 2014 | Indianapolis | Efrén Vázquez | Honda      | Mika Kallio             | Kalex                   | Marc Márquez    | Honda      |
| 2013 | Indianapolis | Álex Rins     | KTM        | Esteve Rabat            | Kalex                   | Marc Márquez    | Honda      |
| 2012 | Indianapolis | Luis Salom    | Kalex KTM  | Marc Márquez            | Suter                   | Dani Pedrosa    | Honda      |
| Año  | Circuito     | 125 cc        | 125 cc     | Moto2                   | Moto2                   | MotoGP          | MotoGP     |
| Año  | Circuito     | Piloto        | Costructor | Piloto                  | Costructor              | Piloto          | Costructor |
| 2011 | Indianapolis | Nicolás Terol | Aprilia    | Marc Márquez            | Suter                   | Casey Stoner    | Honda      |
| 2010 | Indianapolis | Nicolás Terol | Aprilia    | Toni Elías              | Moriwaki                | Dani Pedrosa    | Honda      |
| Año  | Circuito     | 125 cc        | 125 cc     | 250 cc                  | 250 cc                  | MotoGP          | MotoGP     |
| Año  | Circuito     | Piloto        | Costructor | Piloto                  | Costructor              | Piloto          | Costructor |
| 2009 | Indianapolis | Pol Espargaró | Derbi      | Marco Simoncelli        | Gilera                  | Jorge Lorenzo   | Yamaha     |
| 2008 | Indianapolis | Nicolás Terol | Aprilia    | Cancelada - Huracán Ike | Cancelada - Huracán Ike | Valentino Rossi | Yamaha     |